# Osborne Brothers
The Osborne Brothers, bestehend aus den Brüdern Sonny und Bobby und wechselnden Begleitmusikern, waren eine US-amerikanische Bluegrassband.

## Geschichte
Die Brüder Sonny (* 29. Oktober 1937 Roark Kentucky; † 24. Oktober 2021 ebenda) und Bobby (* 7. Dezember 1931 Hyden, Kentucky; † 27. Juni 2023) Osborne wuchsen in Dayton, Ohio auf, wo ihre ersten Bühnenauftritte erfolgten. Während des Koreakriegs diente Bobby ab 1951 im United States Marine Corps. Nach Kampfeshandlungen in Panmunjom wurde Bobby verwundet, kehrte im Sommer 1953 aber an die Front zurück. Ihm wurden vier militärische Auszeichnungen verliehen, unter anderem die Korean Service Medal und das Purple Heart. Sonny spielte eine Zeit lang in der Band von Bill Monroe.
Nach Bobbys Rückkehr und einigen Auftritten in einer Radiosendung in Detroit nahmen die Brüder 1954 mit Jimmy Martin ihre erste Titel für RCA Victor auf. Nach acht Aufnahmen für Gateway Records folgte 1956 der Wechsel zu MGM Records. 1963 wechselte die Brüder zu Decca Records. Am 8. August 1964 wurden die Osborne Brothers als Mitglieder in die Grand Ole Opry aufgenommen.
Im November 1967 nahmen die Osborne Brothers ihren größten Erfolg Rocky Top auf. Innerhalb von zwei Wochen wurde die Single 85.000 mal verkauft und stieg bis auf Platz 33 der Billboard Country Charts. 1982 wurde Rocky Top zum offiziellen Tennessee State Song ernannt. Die Sportmannschaften der University of Tennessee, die Tennessee Volunteers nutzen den Titel als Kampfhymne. 2015 wählte USA Today Rocky Top zum beliebtesten Kampfsong im College-Football. 1973 traten die Osborne Brothers neben Merle Haggard am Saint Patrick’s Day für Richard Nixon als erste Bluegrass-Gruppe im Weißen Haus auf.
Sonny zog sich 2005 nach einer Schulteroperation aus dem Musikgeschäft zurück. Bobby war weiterhin aktiv. Im Juli 2016 kam es zu einem einmaligen gemeinsamen Auftritt der Brüder im Ryman Auditorium.

## Diskografie

### Singles
- 1958: Once More / She's No Angel
- 1962: Five Days Of Heaven / It Ain't Gonna Rain No Mo‘
- 1962: The Banjo Boys / Poor Old Cora
- 1963: Take This Hammer / Don't Even Look At Me
- 1963: Lovey Told Me Goodby / Muleskinner Blues
- 1964: The Cuckoo Bird / Bluegrass Express
- 1965: Memories / Up This Hill and Down
- 1966: Lonesome Day / I'll Be Alright Tomorrow
- 1966: Hard Times / World Of Unwanted
- 1966: One Tear / The Kind of Woman I Got
- 1967: Roll Muddy River / Making Plans
- 1967: Rocky Top / My Favorite Memory
- 1968: Cut the Cornbread, Mama / If I Could Count On You
- 1968: Son of a Sawmill Man
- 1969: Listening To The Rain / Mid Night Angel
- 1969: Tennessee Hound Dog / Thanks For All The Yesterdays
- 1970: Ruby, Are You Mad / Sempre
- 1970: My Old Kentucky Home / No Good Son Of A Gun
- 1971: Take Me Home, Country Roads / Tears Are No
- 1971: Searching For Yesterday / Georgia Pineywoods
- 1971: Muddy Bottom / Beneath Still Waters
- 1973: Fastest Grass Alive / Sledd Ridin‘
- 1973: Tears / Lizzie Lou
- 1973: Blue Heartache / You're Heavy On My Mind
- 1976: A Born Ramblin' Man / Don't Let Smoky Mountain Smoke Get in Your Eyes
- 1979: Midnight Flyer / Shackles and Chains
- 1979: I Can Hear Kentucky Calling Me / Shawnee

### Alben
- 1962: Blue Grass Music
- 1962: Bluegrass Instrumentals
- 1963: Cuttin' Grass Osborne Brothers Style
- 1965: Voices In Bluegrass
- 1966: Up This Hill And Down
- 1967: Modern Sounds Of Bluegrass Music
- 1968 Yesterday, Today & the Osborne Brothers
- 1969 Up to Date and Down to Earth
- 1970 Ru-beeeee
- 1971 The Osborne Brothers
- 1971: Country Roads
- 1972: Bobby and Sonny
- 1973: Midnight Flyer
- 1974: Fastest Grass Alive
- 1975: Pickin' Grass and Singin' Country
- 1976: Number One
- 1977: From Rocky Top to Muddy Bottom
- 1979: Bluegrass Concerto
- 1979: The Essential Bluegrass Album
- 1980: I Can Hear Kentucky Calling Me
- 1981: Bobby & His Mandolin
- 1991: Hillbilly Fever
- 1982: Bluegrass Spectacular
- 1984: Some Things I Want To Sing About
- 1988: Singing, Shouting Praises
- 1994: When The Roses Bloom In Dixieland
- 1996: Class Of '96
- 1998: Hyden
- 2007: Live In Germany